# Aussichtsturm Raimeux
Der Aussichtsturm Raimeux befindet sich wenige Meter neben dem höchsten Punkt des Mont Raimeux auf Boden der Gemeinde Grandval im Kanton Bern, wenige Meter neben der Grenze zur Gemeinde Courrendlin im Kanton Jura.

## Entstehung
Der Aussichtsturm wurde im Jahre 1902 erstellt.

## Situation
Der aus Beton erstellte Turm ist 10 Meter hoch. 28 Leitersprossen führen zur kleinen Aussichtsplattform in 8,5 Meter Höhe.
Von der Plattform aus bietet sich eine Aussicht über die diversen Hügel des Jura.

## Anfahrt
Eine asphaltierte Straße führt von Corcelles bis zum Hof Raimeux de Grandval; von ist der Turm in wenigen Minuten zu erreichen.

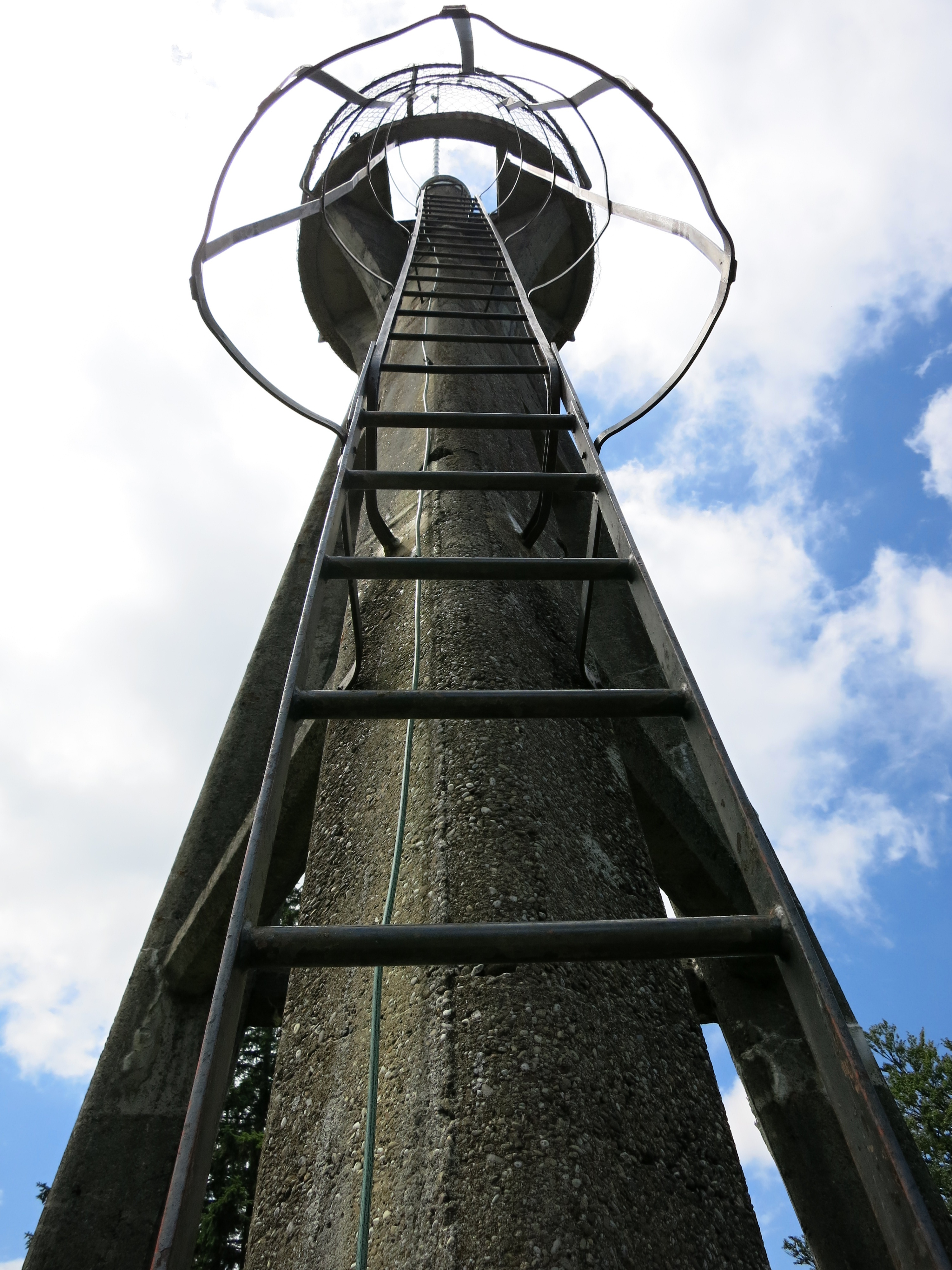
Leiter
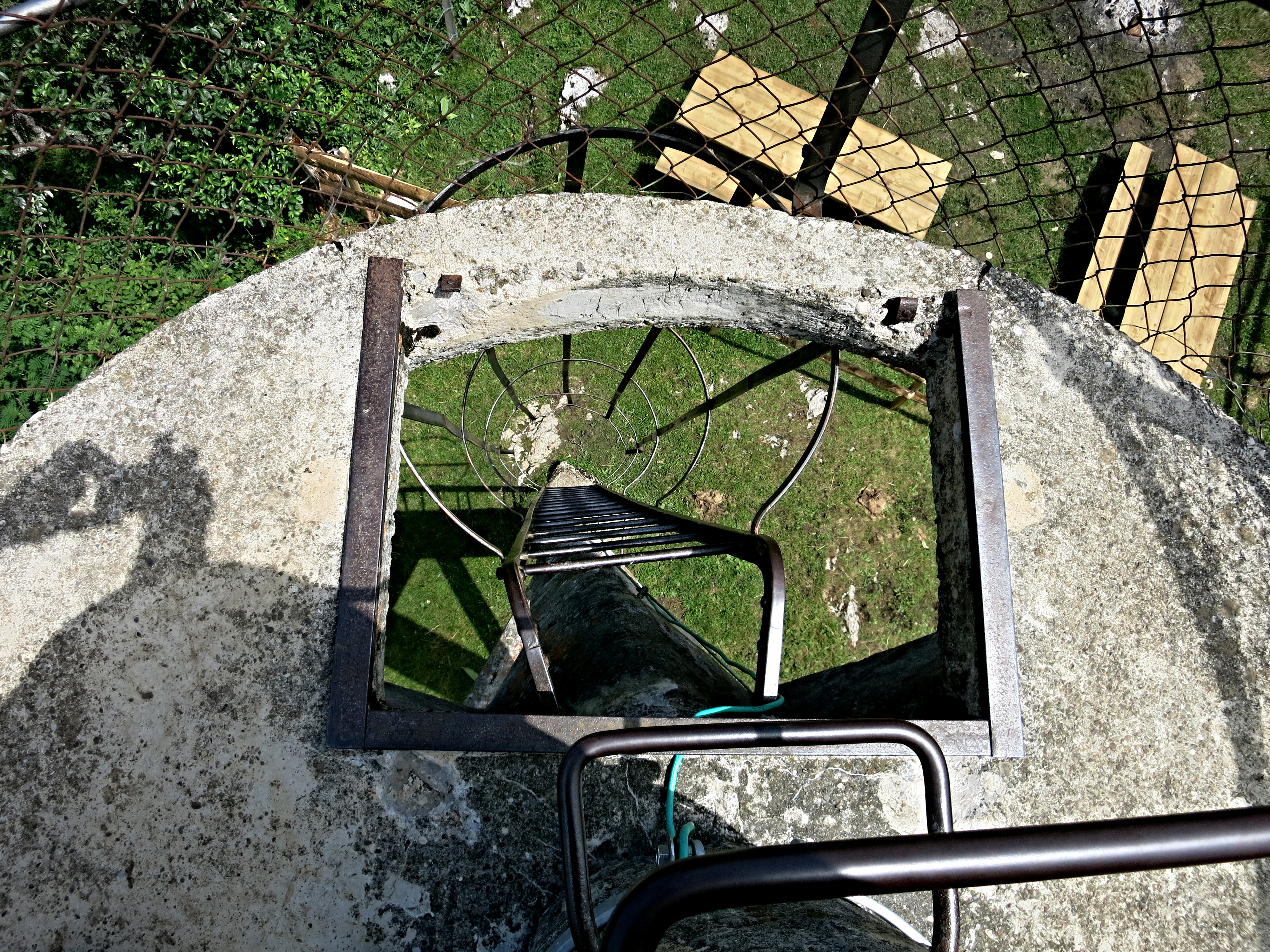
Aussichtsplattform